# Eric Stewart
Pour les articles homonymes, voir Stewart.
Eric Stewart, né Eric Michael Stewart, le 20 janvier 1945 à Droylsden, près de Manchester, dans le Lancashire, en Angleterre, au (Royaume-Uni), est un chanteur, musicien anglais et compositeur de chanson.
Il fut membre de deux groupes, The Mindbenders dans les années 1960 et 10cc dans les années 1970.
Il enregistre deux albums solo  dans les années 1980, Girls et Frooty Rooties, avec l'aide des musiciens de 10cc mais aussi de Graham Gouldman, Paul Burgess, Duncan Mackay, Rick Fenn et Stuart Tosh.
Il collabore avec Paul McCartney de 1981 à 1986. Il va jusqu'à co-écrire plusieurs titres de l'album Press to Play.
Il chante sur deux albums d'Alan Parsons, Try Anything Once en 1993 et On Air en 1996.

## Discographie
- Girls (Polydor, 1980)
- Frooty Rooties (Phonogram/Mercury Records, 1982)
- Do Not Bend (2003)